# 7. korstog
Det 7. korstog var et korstog ledet af Ludvig IX fra 1248 til 1254. Der blev betalt ca. 50.000 guld bezants (en sum der svarede til den årlige omsætning i Frankrig) i løsesum for udleveringen af Ludvig IX, der sammen med tusindvis af sine tropper blev tilfangetaget af den egyptiske hær ledet af sultanen af Ayyubid Turanshah, støttet af Bahri-dynastiets mamelukker ledet af Faris ad-Din Aktai, Baibars al-Bunduqdari, Qutuz, Aybak og Qalawun.

## Baggrund
I 1244, tog Khwarezmerne, der var blevet fordrevet af mongolerne, Jerusalem på deres vej mod deres allierede, de egyptiske mamelukker. Dette betød at Jerusalem igen kom under muslimsk kontrol, men tabet af Jerusalems var ikke længere en skelsættende begivenhed for de europæiske kristne, der havde set byen skifte mellem kristen og muslimsk kontrol flere gange de sidste to århundreder. Denne gang var der dog ikke, trods opfordringer fra paven, stor entusiasme for et nyt korstog.
Pave Innocent 4. og kejser Frederik 2. fortsatte kampen mellem pavestolen og det tyske kejserrige. Frederik havde fanget og fængslet gejstlige på vej til Koncillet i Lyon, og i 1245 blev han formelt afsat af Innocent IV. Pave Gregor 9. havde tidligere tilbudt kong Ludvigs bror, grev Robert of Artois, den tyske trone, men Ludvig havde afvist dette. Derfor var den Tysk-romerske rige ikke i stand til at drage på korstog. Henrik 3. af England kæmpede stadig mod Simon de Montfort, og andre problemer i England. Henrik og Ludvig var ikke på god fod med hinanden, da der stadig var en magtkamp i gang i Capetian-Plantagenetstriden, og mens Ludvig var på korstog underskrev den engelske konge en våbenhvile, hvori han lovede ikke at angribe franske besiddelser. Ludvig IX havde også inviteret kong Håkon 4. Håkonsson til at deltage i korstoget, og havde sendt den engelske krønikeskriver Matthew Paris som ambassadør, men også dette mislykkedes. Den eneste anden, der var interesseret i at gennemføre et nyt korstog var derfor Ludvig IX, som erklærede, at det var hans hensigt at drage mod øst i 1245.

## Kampe
Frankrig var formentlig den stærkeste stormagt i Europa på det tidspunkt, bl.a. havde det Albigensiske korstog bragt Provence under parisisk kontrol. Poitou blev styret af Ludvig IXs bror Alfons af Frankrig, der også deltog i korstogene i 1245. En anden bror, Karl 1. af Sicilien, tog også med Ludvig. Over de næste tre år indsamlede Ludvig tiende (for det meste fra den kirkelige tiende), og i 1248 sejlede han og hans hær på ca. 15.000 mand, inklusive 3.000 riddere og 5.000 bueskytter, af sted i 36 skibe fra havnen i Aigues-Mortes, der var blevet bygget specielt til korstoget, samt Marseille. Ludvig IXs finansielle forberedelser til ekspeditionen var relativt godt organiseret, og det lykkedes ham at indsamle omkring 1.500000 livres tournois. Dog blev mange nobles, der deltog sammen med Ludvig i korstoget, nødt til at låne penge fra statskassen, og korstoget kom derfor til at blive en dyr affære.
De sejlede først til Cypern og overvintrede på øen, mens de forhandlede med forskellige andre riger i Østen; Det latinske rige, der var opstået efter det 4. korstog bad om hjælp mod det byzantinske Nikea, samt Fyrstedømmet Antiokia, mens tempelridderne ønskede hans hjælp i Syrien, hvor muslimerne kort forinden havde erobret Sidon.
Men Ægypten var målet for hans korstog, og han gik i land ved Damietta (ved Nilens udmunding) i 1249. Ludvig mente, at Ægypten kunne blive en base, hvorfra man kunne angribe Jerusalem, og landets rigdom og kornlagre ville holde korsfarerne forsynede og udrustede.
Den 6. juni blev Damietta indtaget efter ringe modstand fra ægypterne, som trak sig tilbage længere op ad Nilen. Man havde dog ikke taget højde for Nilens oversvømmelser, og det holdt Ludvig og hans hær bundet i Damietta i seks måneder, hvor ridderne slappede af og nød krigsbyttet. Ludvig så stort på den aftale, der var indgået under det 5. korstog om, at Damietta skulle overdrages til Kongeriget Jerusalem, der nu blot var en reststat i Akko. I stedet oprettede han et ærkebispedømme i byen (underlagt den romersk-katolske patriark i Jerusalem), og brugte byen som base for direkte, militære operationer mod muslimerne i Syrien. Ludvig IX sendte et brev til as-Salih Ayyub, hvori der stod:
| Citat | Ligesom du ved, at jeg er hersker over den kristne nation, ved jeg, at du er hersker over den muhamedanske nation. Folket i Andalusien giver mig penge og gaver, mens vi driver dem af sted som kvæg. Vi dræber deres mænd, og vi gør deres kvinder til enker. Vi tager deres drenge og piger til fange, og vi tømmer deres huse. Jeg har fortalt dig nok, og jeg har givet dig råd om afslutningen, så selv hvis du nu sværger dyrt overfor mig, og hvis du går til de kristne præster og munke, og hvis du bærer lys frem for mit ansig som et tegn på, at du adlyder korset, vil alt dette ikke afholde mig fra at nå dig og dræbe dig på dit kæreste sted på jorden. Hvis landet komer til at tilhøre mig, så er det en gave, jeg får. Hvis landet bliver dit, og du besejrer mig, så har du vundet. Jeg har fortalt dig, og jeg har advaret dig om mine soldater, der adlyder mig. De kan fylde åbne marker og bjerge, deres antal er som sandskorn. De vil blive sendt til dig med ødelæggelsens sværd. | Citat |
|       | |       |

I november marcherede Ludvig mod Cairo, og næsten samtidig døde den ayyubide-sultanen af Ægypten, as-Salih Ayyub. En styrke ledet af Robert af Artois og tempelridderne angreb den ægyptiske lejr ved Gideila og rykkede frem mod Al Mansurah, hvor de blev besejret i slaget ved Al Mansurah, og hvor Robert blev dræbt. I mellemtiden blev Ludvigs hovedstyrke angrebet af en hær under mamelukken Baibars, hærens kommandant og kommende sultan. Ludvig blev ligeledes besejret, men i månedsvis trak han sig ikke tilbage til Damietta og foretrak at belejre Mansourah, hvad der endte med, at det var korsfarerne, der sultede og døde, og ikke muslimerne. I den yderste pine beklagede en tempelridder sig:
| Citat | Raseri og sorg fylder mit hjerte...så voldsomt, at jeg næppe vover at leve videre. Det ser ud til, at Gud ønsker at støtte tyrkerne til vores ulempe...åh, herre min Gud...ak, riget i øst har mistet så meget, at det aldrig bliver muligt at genrejse det. De kommer til at omdanne den hellige Marias kloster til en en moske, og eftersom det behager hendes søn, som måtte græde over dette, må vi affinde os...Alle, der vil bekæmpe tyrkerne, er vanvittige, for Jesus Kristus kæmper ikke på vores side længere. De har sejret, de kommer til at sejre. For hver eneste dag undertvinger de os i bevidstheden om at den Gud, som før var årvågen, nu sover, og Muhammed øger sin magt. | Citat |
|       | |       |

I marts 1250 forsøgte Ludvig omsider at vende tilbage til Damietta, men han blev taget til fange under slaget ved Fariskur, hvor hans hær blev udslettet. Ludvig fik dysenteri, men blev helbredt af en arabisk læge. I maj blev der betalt en løsesum på 50,000 bezanter (byzantinske guldmønter), hvor den første halvdel af beløbet blev indsamlet i Damietta af hans dronning, mens han lovede at betale den anden halvdel, så snart han nåede til Akko, et løfte han aldrig opfyldte. Han forlod straks Ægypten og rejste til Akko, en af de få tilbageværende korsfarerbesiddelser i Syrien.

## Efterspil
Ludvig gik i forbund med mamelukkerne, som var modstandere af sultanen af Damascus på den tid, og fra sin nye base i Akko begyndte han at genopbygge de andre korsfarerbyer, især Jaffa og Sidon. Selvom Kongeriget Cypern gjorde krav på overhøjhed dér, var Ludvig regent de facto. Ludvig forhandlede også med mongolerne, som var begyndte at trænge frem i Østen. Opmuntret af sagn om et nestoriansk kongerige blandt dem (jf. Præstekongen Johannes) håbede de kristne på hjælp fra dem i kampen mod muslimerne, så de kunne genskabe korsfarerstaterne. Ganske som muslimerne, der også forhandlede med mongolerne mod de kristne, var de uvidende om, at mongolerne ikke var interesserede i at hjælpe nogen af parterne, og at de ville blive en katastrofe for begge. To udsendinge fra mongolerne, ved navn David og Markus opsøgte Ludvig på Cypern. Som svar udsendte han en delegation under André de Longjumeau, og senere under William af Rubruck. Khanen afviste Ludvigs forslag om at konvertere til kristendommen, og foreslog i stedet, at Ludvig skulle underkaste sig.
I 1254 løb Ludvig tør for penge, og han måtte hjem til Frankrig, hvor hans mor og statholder, Blanche af Castilien, netop var død. Før han rejste, oprettede han en stående, fransk garnison i Akko, hovedstaden i kongeriget Jerusalem, efter at Jerusalem var gået tabt. Den blev bekostet af den franske konge og forblev på stedet, indtil Akko faldt i 1291. Hans korstog var en fiasko, men han blev betragtet som en helgen af mange, og hans ry gav ham større myndighed i Europa end den tysk-romerske kejser. I 1270 forsøgte han at igangsætte endnu et korstog, det 8., som dog også skulle ende i fiasko.
Historien om det 7. korstog blev skrevet af Jean de Joinville, som deltog i det, Matthew Paris og mange muslimske historikere.

## Litterære nedslag
Fiaskoen med det 7. korstog kaldte på mange, poetiske beretninger fra de occitanske trubadurer. Austorc d'Aorlhac, der digtede kort efter korstoget, var forbavset over, at Gud ville tillade, at Ludvig led nederlag, men ikke over, at nogle kristne konverterede til Islam af samme grund.
I et noget senere digt, D'un sirventes m'es gran voluntatz preza, angriber Bernart de Rovenac både Jakob 1. af Aragonien og Henrik 3. af England for at tilsidesætte forsvaret af "deres len", som rei que conquer Suria ("kongen, som erobrede Syrien") havde besiddet. "Kongen, som erobrede Syrien" er en ironisk henvisning til Ludvig, som stadig var i Syrien i 1254, da Bernart skrev sit digt, muligvis i den forhåbning, at de engelske og aragonske konger ville drage fordel af den franske konges fravær.
Bertran d'Alamanon kritiserede Karl af Anjous ligegyldighed overfor Provence til fordel for korstog. Han skrev et af sine sidste værker, der beklager kristendommen svækkelse i Mellemøsten mellem det 7. og det 8. korstog (1260-1265).

### Primære kilder
- Abu al-Fida, The Concise History of Humanity.
- Al-Maqrizi, Al Selouk Leme'refatt Dewall al-Melouk, Dar al-kotob, 1997. In English: Bohn, Henry G., The Road to Knowledge of the Return of Kings, Chronicles of the Crusades, AMS Press, 1969
- Ibn Taghri, al-Nujum al-Zahirah Fi Milook Misr wa al-Qahirah, al-Hay'ah al-Misreyah 1968
- Jean de Joinville, Histoire de Saint Louis, 1309

### Sekundære kilder
- Keen, Maurice (editor). Medieval Warfare. Oxford University Press, 1999. ISBN 0-19-820639-9
- Konstam, Angus (2002). Historical Atlas of The Crusades. Thalamus Publishing.